# 当前危险委员会
当前危险委员会（英語：Committee on the Present Danger；又译当前危机委员会）是美國的一個右翼外交政策团体。历史上分别于1950年、1976年、2004年和2019年进行过更迭，从杜鲁门担任总统以来一直试图影响美国总统的外交政策。

## 概述
正如其命名一样，当前危险委员会的目的是游说美国政府，采取行动应对美国及其势力范围面临的当前危险。
委员会在1950年由当时的美国陆军部次长特雷西·沃里斯发起成立，目的是向国会游说保罗·尼采和迪安·艾奇逊提出的NSC-68号文件。委员会直接对美国政府进行游说，同时试图用广播等方式影响公众舆论，尤其是在1951年通过相互广播系统进行了每周广播。1953年，因委员会领导者在艾森豪威尔总统任期内得到政府职位而暂时解散。
1976年3月委员会又开始运作，试图影响总统候选人以及幕僚。卡特总统当选后，当前危险委员会又开始了公开游说和运作，主要的政治主张是反对美国政府对苏联进行缓和政策和双方进行限制战略武器谈判。其鹰派成员在CIA报告中将苏联的影响进行了相当程度的夸大，但后来证实这些报告和实际情况相去甚远。

## 历史沿革

### 第一次CPD（20世纪50年代）
发起于1950年12月12日，主要应对苏联的侵略意图。

### 第二次CPD（1970年代）
1976年11月11日，第二次委员会成立。此次委員會與第一次只有名稱相同，並無直接聯繫。有33名政府官員曾參與此次委員會。

### 第三次CPD（2004年）
发起于2004年7月20日。2004年6月，《国会山报》报道称，为应对反恐战争的第三次CPD正在筹备。它在2008年仍然活跃。其目的是通过“教育和倡导” 加强美国应对恐怖主义及其意识形态所带来挑战的决心。

### 第四次CPD（2019年）
名为“当前危险委员会：中国”的第四次委员会发起于2019年3月25日，目的为通过宣传和游说使民众了解在中国共产党统治下的中华人民共和国所构成的各种常规和非常规危险。